# Briance
Briance – rzeka we Francji, przepływająca przez teren departamentu Haute-Vienne, o długości 57,7 km. Stanowi lewy dopływ rzeki Vienne.